# Husasău de Tinca (gmina)
Husasău de Tinca – gmina w Rumunii, w okręgu Bihor. Obejmuje miejscowości Fonău, Husasău de Tinca, Miersig, Oșand i Sititelec. W 2011 roku liczyła 2395 mieszkańców.